# Aigle, Elveția

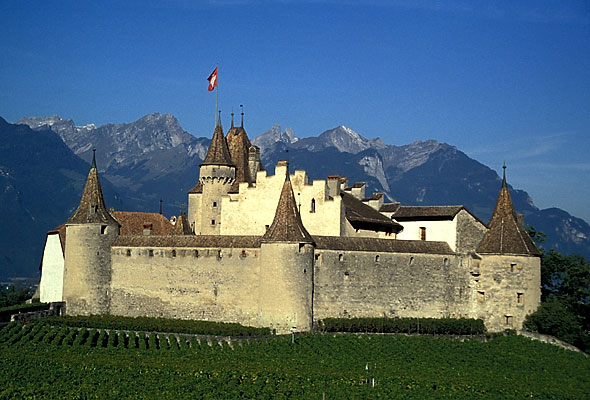
Aigle (castelul)

Aigle, în germană Aelen, este un oraș din Cantonul Vaud în Elveția.
Aici marele savant Albrecht von Haller a fost director al salinelor de stat (1758-1764). 